# Етторе Скола
Етторе Скола (італ. Ettore Scola, нар. 10 травня 1931 — пом. 19 січня 2016) — італійський сценарист, режисер, продюсер, актор, монтажер. Створив майже 90 сценаріїв для кіно, режисер-постановник 39-ти фільмів.

## Біографія
Етторе Скола народився у багатодітній сім'ї лікаря з невеликого містечка Тревіко.
Кіно там показували двічі на рік: привозили на вантажівці і встановлювали екран на головній площі. Довгоочікувані кіносеанси перетворювалися для хлопчика на справжні свята. Спогади про них назавжди залишать у нього ностальгічну оскому і з часом знайдуть відображення у його фільмі «Сплендор», історія про «зльоти» і «падіння» провінційного кінотеатру і його власника, якого до 1980-х років остаточно розорює телебачення.
На самому початку своєї кар'єри, коли одночасно з навчанням на юридичному факультеті Римського університету Етторе Скола влаштовується художником в гумористичний журнал «Марк Аврелій», він знайомиться з Федеріко Фелліні.

## Творча кар'єра
По закінченні юридичного факультету, Етторе Скола з 1951 року став виступати з гуморесками і скетчами в сатиричних журналах і на радіо. У 1953 році він дебютував як сценарист, писав для Діно Різі та інших режисерів, часто у співпраці з Руджеро Маккарі.
Режисерський дебют Етторе Скола відбувся у 1964 році комедією «Якщо дозволите, поговоримо про жінок». Цей жанр надовго залишився його улюбленим.
Поступово його фільми стали серйознішими, проявляючи зріле соціальне занепокоєння і пошуки значного драматичного контексту, проте іронічна або меланхолійна посмішка просвічувала крізь найсерйозніші сюжети.
У фільмах Сколи знялися найцікавіші італійські актори післявоєнного періоду: Софі Лорен, Марчелло Мастроянні, Альберто Сорді, Вітторіо Гассман.
Влітку 2011 року Етторе Скола перервав усі незавершені творчі проекти (включаючи вже початий фільм з Жераром Депардьє) і заявив про свій відхід з кінематографу, мотивуючи це тим, що світ кіно не доставляє йому колишньої радості, щастя і відчуття легкості. «Нинішні закони кіновиробництва і дистрибуції мені більше не підходять. Для мене найважливіше мати свободу вибору і зберегти за собою право сказати „ні“. Я ж почав відчувати, що тепер зобов'язаний дотримуватися деяких правил, які заважають мені почувати себе вільним. Сьогодні все вирішує ринок».

## Обрана фільмографія (повнометражні фільми)
- 1955 — Неодружений / Lo scapolo
- 1957 — Граф Макс / Il conte Max
- 1964 — Якщо дозволите, поговоримо про жінок / Se permettete parliamo di donne
- 1965 — Мільйон доларів  / La congiuntura
- 1965 —Зроблено в Італії / Made in Italy
- 1965 — Нервове тремтіння / Thrilling (епізод Il vittimista)
- 1966 — Архідиявол / L'arcidiavolo
- 1968 — Чи вдасться нашим героям знайти свого друга, який таємниче зник в Африці? / Riusciranno i nostri eroi a ritrovare l'amico misteriosamente scomparso in Africa?
- 1969 — Комісар Пепе / Il commissario Pepe
- 1970 — Драма ревнощів: усі деталі в хроніці / Dramma della gelosia — Tutti i particolari in cronaca
- 1971 — Дозвольте представитися? Рокко Папалео / Permette? Rocco Papaleo
- 1972 — Найкращий вечір в моєму житті / La più bella serata della mia vita
- 1973 — Тревіко-Турин / Trevico-Torino — Viaggio nel Fiat-Nam
- 1974 — Ми так любили одне одного / C'eravamo tanto amati
- 1976 — Пані та панове, добраніч! / Signore e signori, buonanotte
- 1976 — Огидні, брудні, злі / Brutti sporchi e cattivi
- 1977 — Незвичайний день / Una giornata particolare
- 1977 — Нові чудовиська / I nuovi mostri
- 1979 — Тераса / La terrazza
- 1981 — Любовна пристрасть / Passione d'amore
- 1982 — Новий світ / Il Mondo Nuovo (у французькому прокаті — La Nuit de Varennes)
- 1983 — Бал / Le Bal (в італійському прокаті — Ballando ballando)
- 1985 — Макарони / Maccheroni
- 1986 — Сім'я / La famiglia
- 1988 — Сплендор / Splendor
- 1989 — Котра година? / Che ora è?
- 1990 — Подорож капітана Фракасса / Il viaggio di Capitan Fracassa
- 1993 — Маріо, Марія і Маріо / Mario, Maria e Mario
- 1995 — Роман бідного юнака / Romanzo di un giovane povero
- 1998 — Вечеря / La cena
- 2001 — Нечесна конкуренція / Concorrenza sleale
- 2003 — Римляни / Gente di Roma

## Нагороди
- 1975 — Головний приз Московського кінофестивалю за фільм «Ми так любили одне одного»
- 1976 — «Найкращий режисер» на Каннського кінофестивалю за фільм «Огидні, брудні, злі»
- 1977 — премія «Сезар» за фільм «Ми так любили одне одного»
- 1978 — премія «Сезар» «Найкращий фільм іноземною мовою» за фільм «Незвичайний день»
- 1980 — приз Каннського кінофестивалю «Найкращий сценарій» за фільм «Тераса»
- 1984 — премія «Сезар» «Найкращий режисер» за фільм «Бал»
- 1984 — Срібний ведмідь «Берлінського кінофестивалю» «За видатний персональний внесок»
- 1984 — Приз газети Berliner Morgenpost за фільм «Бал»
- 1990 — Приз імені П'єтро Б'янчі «Венеційського кінофестивалю»
- 2001 — Премія Камілло Маріно Міжнародного кінофестивалю у Лачено (Італія) за життєві досягнення
- 2001 — Срібний «Святий Георгій» Московського кінофестивалю за фільм «Нечесна конкуренція»

## Номінації
- 1970 — Золота пальмова гілка Каннського кінофестивалю за фільм «Драма ревнощів: Усі деталі в хроніці»
- 1976 — Золота пальмова гілка Каннського кінофестивалю за фільм «Огидні, брудні, злі»
- 1977 — Золота пальмова гілка Каннського кінофестивалю за фільм «Незвичайний день»
- 1978 — премія Оскар «Найкращий фільм іноземною мовою» за фільм «Незвичайний день»
- 1979 — премія Оскар «Найкращий фільм іноземною мовою» за фільм «Нові чудовиська»
- 1980 — Золота пальмова гілка Каннського кінофестивалю за фільм «Тераса»
- 1981 — Золота пальмова гілка Каннського кінофестивалю за фільм «Любовна пристрасть»
- 1982 — Золота пальмова гілка Каннського кінофестивалю за фільм «Ніч Варенни»
- 1984 — Золотий Ведмідь «Берлінського кінофестивалю» за фільм «Бал»
- 1984 — премія Оскар «Найкращий фільм іноземною мовою» за фільм «Бал»
- 1987 — Золота пальмова гілка Каннського кінофестивалю за фільм «Сім'я»
- 1988 — премія Оскар «Найкращий фільм іноземною мовою» за фільм «Сім'я»
- 1989 — Золота пальмова гілка Каннського кінофестивалю за фільм «Сплендор»
- 1991 — Золотий Ведмідь «Берлінського кінофестивалю» за фільм «Подорож капітана Фракасса»
- 1995 — Золотий Лев «Венеційського кінофестивалю» за фільм «Роман бідного юнака»
- 2001 — Приз за Найкращий фільм — Золотий «Святий Георгій» Московського кінофестивалю за фільм «Нечесна конкуренція»